# Roberta Castoldi
Roberta Castoldi (Monza, 28 giugno 1971) è una violoncellista, traduttrice, poetessa e direttrice artistica italiana.

## Biografia
Ha lavorato presso il Centro Comune di Ricerca della Commissione Europea, dove si è occupata di percezione visiva; è sorella maggiore del cantante e musicista Morgan, al secolo Marco Castoldi.
Ha lavorato per Bompiani (1999-2000) e Il Saggiatore (2002) come lettrice della narrativa contemporanea in lingua inglese e francese. Ha curato la traduzione di alcuni poeti corsi contemporanei (ClanDestino 2003) e di alcuni saggi di filosofi francesi contemporanei (Jean-Jacques Wunenburger e Baldine Saint-Girons). Ha tradotto l'ultimo romanzo di Maxence Fermine Dance me to the end of love AnimaMundi Edizioni.
Ha curato con Elisabetta Sgarbi la prima edizione della rassegna "La Milanesiana", a cui ha poi partecipato più volte come musicista, da sola o con il fratello Morgan, e nel 2011 in qualità di poetessa.
Ha affiancato all'attività accademica quella di poetessa pubblicando due raccolte e partecipando a numerose rassegne per poeti emergenti; come violoncellista o vocalist ha collaborato con vari artisti italiani e stranieri in tour e in studio (Bluvertigo, Afterhours, Verdena, David Byrne...).
È inoltre interprete di un cortometraggio per la regia di Asia Argento dal titolo "La scomparsa", tratto dalla sua omonima raccolta poetica.

## Carriera accademica
Laureata in Filosofia all'Università degli Studi di Milano, ha conseguito il dottorato di ricerca in Filosofia e Scienze cognitive presso l'Università degli Studi di Messina.
Ha lavorato presso il Centro Comune di Ricerca della Commissione Europea (Joint Research Centre) di Ispra, occupandosi di percezione visiva, anche in relazione all'applicazione di alcuni software di elaborazione d'immagine.

## Carriera musicale
Ha studiato violoncello presso il Liceo Musicale Appiani di Monza e l'Accademia Internazionale della Musica di Milano.
Ha collaborato come strumentista e vocalist con il fratello Morgan sia in studio che nei tour di Metallo non metallo, Zero, Canzoni dell'appartamento, Non al denaro non all'amore né al cielo, e in trio con il fagottista Marco Santoro nel 2011.
Ha suonato in tour e in studio con gli Afterhours, nel tour 2001 di David Byrne Look into the eyeball, nel tour 2002 dei Feldman e ha collaborato alla registrazione di vari album di Delta V, Cristina Donà, Puertorico, Scisma, Soerba, Verdena.
Nel 2004 ha aderito al progetto "Songs with other strangers" con tra gli altri Manuel Agnelli, Cesare Basile, Marta Collica, Stef Kamil Carlens, John Parish,  Giorgia Poli, Hugo Race, Jean Marc Butty
Ha composto ed eseguito musiche per l'inaugurazione della mostra dell'artista corso Dominique Degli Esposti "Angoli e Angeli", per "La scomparsa" di Asia Argento, per il cortometraggio "Vedo" di Alessandra Bruno.

## Carriera poetica
Le sue poesie sono apparse per la prima volta su “Poesia” (n. 119, 1998) e poi raccolte in "La scomparsa" (LietoColle, 1999) con prefazione di Franco Loi e illustrazioni di Dominique Degli Esposti.
Suoi lavori sono apparsi nell'antologia "I poeti di vent'anni" (editrice Stampa, 2000) curata da Mario Santagostini e Maurizio Cucchi; sulle riviste Panta Editoria (2001) curata da Elisabetta Sgarbi e Laura Lepri, ClanDestino diretta da Davide Rondoni, Quadernetto (2002) di Simone Martinello, Intersezioni (2003) de Il Mulino diretta da Ezio Raimondi.
Nel 2007 ha pubblicato "Il bianco e la conversazione" (Marietti, collana La sabiana) a cura di Davide Rondoni. Nel 2022 ha pubblicato La formula dell'orizzonte nella collana cantus firmus di AnimaMundi Edizioni (a cura di Franca Mancinelli e di Rossana Abis) con una prefazione di Donatella Bisutti.  

## Discografia
(violoncellista/vocalist)
- AAVV - Battiato non Battiato (Prospettiva Nevsky, con i Bluvertigo) 1996
- Bluvertigo - Metallo non metallo 1997
- Bluvertigo - Altre forme di vita (Ep) 1998
- Bluvertigo - Zero 1999
- Afterhours - Non è per sempre  1999
- Scisma - Armstrong 1999
- Afterhours - Siam tre piccoli porcellin 2001
- Verdena - Starless nell'album Solo un grande sasso 2001
- Breakfast - Necessità e Dream nell'album Breakfast 2001
- Afterhours - Ballate per piccole iene 2005
- Afterhours - Ballads For Little Hyenas 2006
- John Parish - Once Upon A Little Time 2005
- Morgan - Non al denaro, non all'amore né al cielo 2005
- The jains - He comes he knows, nell'album Kill the ghost 2005
- AAVV Songs for another place (Speak Of Love, con Cesare Basile) 2006
- Cesare Basile - Hellequin Song 2006